# Vladimír Vašíček
Vladimir Vasicek (Vladimír Vašíček) (født 29. september 1919, død 29. august 2003) var en tjekkisk maler og en af pionererne bag den moderne tjekkiske abstrakte udtryksform som voksede frem efter 2. verdenskrig.

## Ekstern henvisning
- Websted om Vladimir Vasicek 1
- Videowebsted om Vladimir Vasicek 2

1. ↑  Navnet er anført på tjekkisk og stammer fra Wikidata hvor navnet endnu ikke findes på dansk.
2. ↑  Navnet er anført på tjekkisk og stammer fra Wikidata hvor navnet endnu ikke findes på dansk.
3. ↑  Navnet er anført på engelsk og stammer fra Wikidata hvor navnet endnu ikke findes på dansk.
4. ↑  Navnet er anført på engelsk og stammer fra Wikidata hvor navnet endnu ikke findes på dansk.